# 츠루타 마유
츠루타 마유(일본어: 鶴田 真由, 1970년 4월 25일~)는 일본의 여배우이다. 가나가와현 가마쿠라시 출신이다.